# 焼豚玉子飯

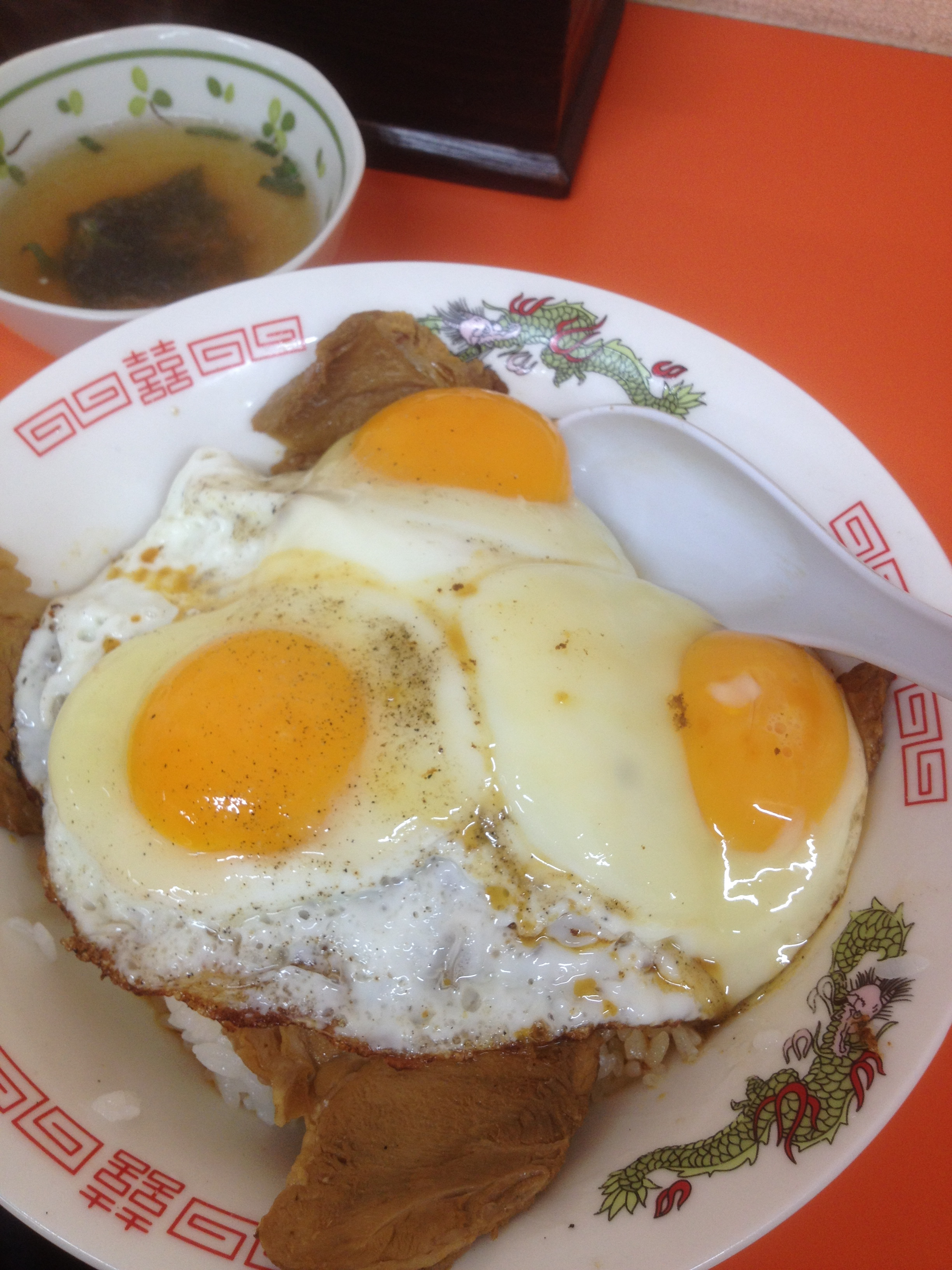
焼豚玉子飯

焼豚玉子飯（やきぶたたまごめし）は、愛媛県の今治市の名物料理の一つであり、「今治焼豚玉子飯」とも呼ばれるB級グルメである。
米飯の上にまず薄く切った叉焼（煮豚）をのせ、さらに半熟の目玉焼きをのせてから焼豚のタレで味付けした丼物料理。東京近辺の町中華や大衆食堂で供されている「チャーシューエッグ」をご飯の上に載せたものと解釈できる。

## 略歴
もともとは、中華料理店『五番閣』の賄い食であったがその後に同店の料理人、白楽天の創業者関政嗣が独立、商品化したもので、「やきぶた玉子めし（叉焼蛋飯）」と名付けられた。その後、同じく五番閣で修行していた数人の料理人が独立し同じくメニューに加えた。
市内にはいくつかの飲食店でメニューに載っており、今日では今治市の名物料理の一つとなっている。現在は今治にとどまらず近県の町中華でもメニューに載っていることがある。
2012年には三津浜焼きと共に「今治焼豚玉子飯」が商品化され、中国・四国地方のファミリーマート店舗約650店で販売された。また家庭用として複数社から「専用のたれ」が発売されている。

## 今治焼豚玉子飯世界普及委員会
今治焼豚玉子飯世界普及委員会がB-1グランプリ（2011年）に入賞した。
2006年（平成18年）に市民有志で作る焼豚玉子飯世界普及委員会が発足、2010年（平成22年）に焼豚玉子飯世界普及委員会が尾道てっぱんグランプリで優勝した。
その後にB-1グランプリ出展を目指し、今治焼豚玉子飯世界普及委員会と改名。
2011年（平成23年）に、B-1グランプリ正会員に昇格し2011近畿・中国・四国B-1グランプリでは第3位に輝いた。
その後、兵庫県姫路市で行われた第6回B-1グランプリではご飯ものは不利と言われている中、初出展にして第5位に入賞した（初出場17団体の中では最高位）。
2012年（平成24年）2012近畿・中国・四国B-1グランプリin鳥取（鳥取県鳥取市）では念願の「ゴールドグランプリ」（優勝）を獲得した。
また、北九州市で全国63団体が参加して行われた、第7回B-1グランプリでは、2度目の出場ながらも、「ブロンズグランプリ」（第3位）を獲得した。
2014年（平成26年）第9回 B-1グランプリin郡山（福島県郡山市）で「ブロンズグランプリ」（第3位）を獲得した。
2017年（平成29年）西日本B-1グランプリin明石（兵庫県明石市）で「ゴールドグランプリ」（優勝）を獲得した。

## トリビア
- フジテレビ放送の『晴れたらイイねッ!Let'sコミミ隊』（2007年【平成19年】3月18日放送）で同料理が紹介されたが、松山市出身の本田朋子アナウンサーも存在を知らなかったと発言している[4]。
- 讀賣テレビ制作の『秘密のケンミンSHOW』（2009年【平成21年】2月12日）でも同料理が紹介された。